# دوناواتس
دوناواتس (به صربی: Dunavac) یک منطقهٔ مسکونی در صربستان است که در ناحیه بانات جنوبی واقع شده‌است. دوناواتس ۶۰۳ نفر جمعیت دارد.